# Mistrzostwa Europy w Lekkoatletyce 1966 – bieg na 100 m kobiet

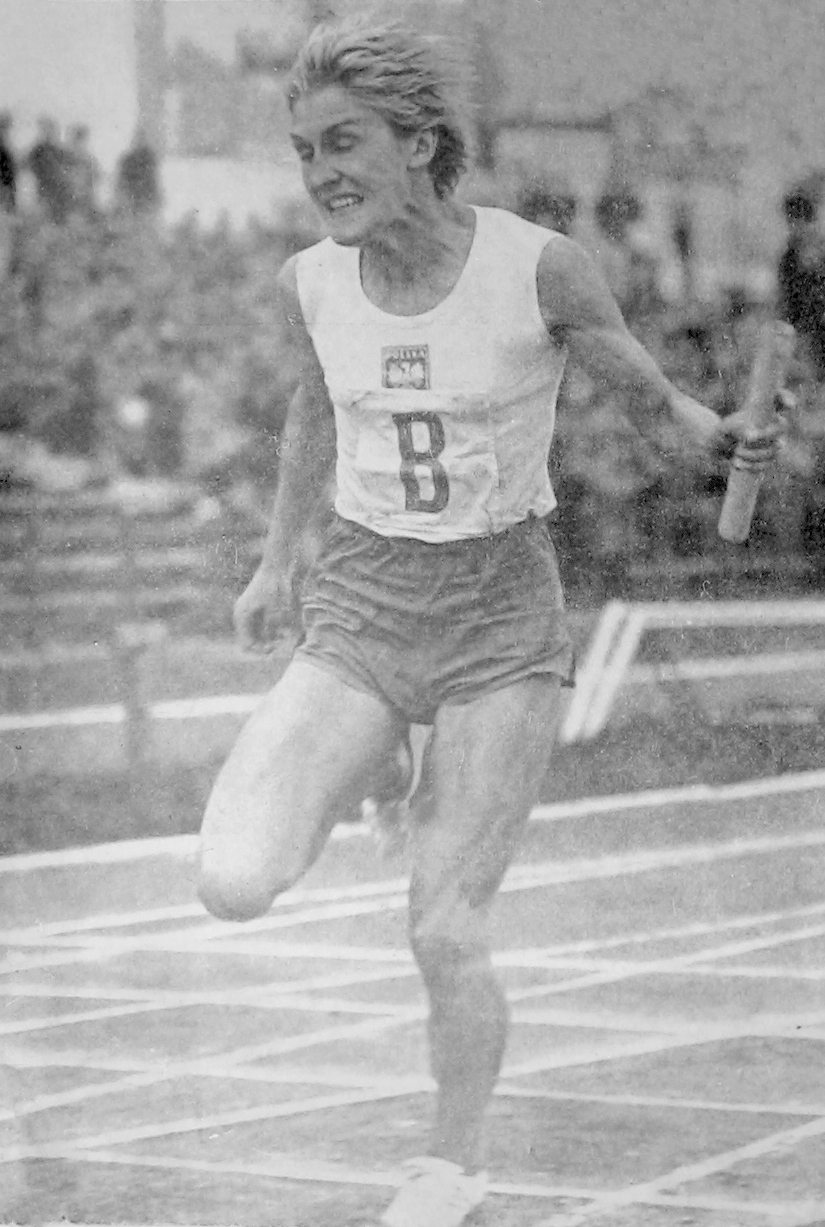
Ewa Kłobukowska

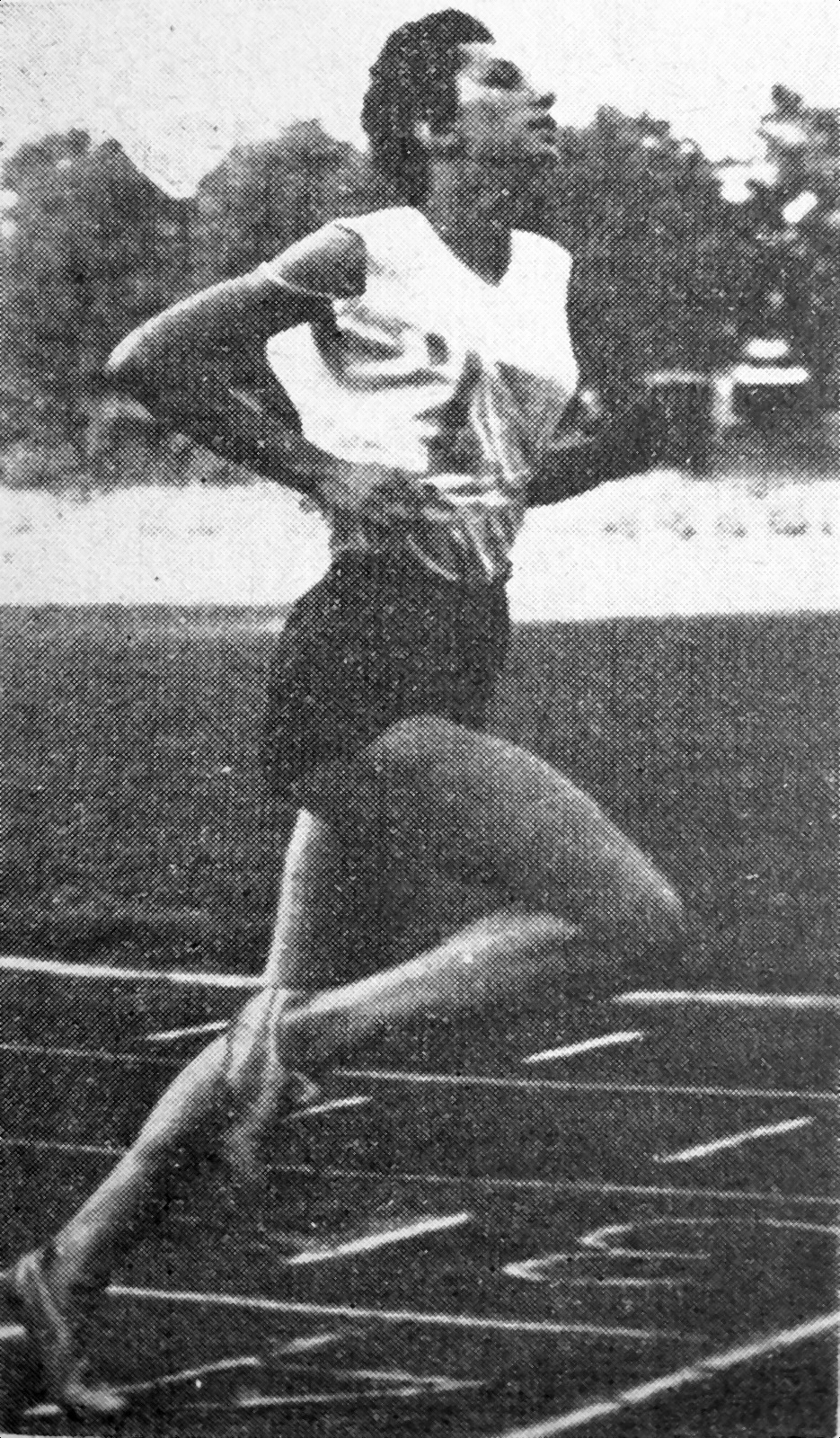
Irena Kirszenstein

Bieg na dystansie 100 metrów kobiet był jedną z konkurencji rozgrywanych podczas VIII Mistrzostw Europy w Budapeszcie. Biegi eliminacyjne zostały rozegrane 30 sierpnia, a biegi półfinałowe i bieg finałowy 31 sierpnia 1966 roku. Zwyciężczynią tej konkurencji została Ewa Kłobukowska. W rywalizacji wzięły udział dwadzieścia trzy zawodniczki z dziesięciu reprezentacji.

## Rekordy
| Rekord świata     | Irena Kirszenstein (POL) | 11,1 | Praga, Czechosłowacja | 09.07.1965 |
| Rekord Europy     | Irena Kirszenstein (POL) | 11,1 | Praga, Czechosłowacja | 09.07.1965 |
| Rekord mistrzostw | Jutta Heine (DEU)        | 11,4 | Belgrad, Jugosławia   | 13.09.1962 |

## Wyniki

### Eliminacje
Bieg 1
| Miejsce | Zawodniczka        | Czas | Uwagi |
| ------- | ------------------ | ---- | ----- |
| 1       | Irena Kirszenstein | 11,6 | Q     |
| 2       | Wilma van den Berg | 11,8 | Q     |
| 3       | Jutta Stöck        | 11,9 | Q     |
| 4       | Ingrid Tiedtke     | 11,9 | Q     |
| 5       | Wałentyna Bolszowa | 12,0 |       |
| 6       | Gabrielle Meyer    | 12,2 |       |

Bieg 2
| Miejsce | Zawodniczka      | Czas | Uwagi |
| ------- | ---------------- | ---- | ----- |
| 1       | Ewa Kłobukowska  | 11,4 | Q CR  |
| 2       | Eva Lehocká      | 11,6 | Q     |
| 3       | Nicole Montandon | 11,8 | Q     |
| 4       | Daphne Slater    | 11,9 | Q     |
| 5       | Ursula Böhm      | 11,9 |       |
| 6       | Erzsébet Bartos  | 11,9 |       |

Bieg 3
| Miejsce | Zawodniczka      | Czas | Uwagi |
| ------- | ---------------- | ---- | ----- |
| 1       | Karin Frisch     | 11,7 | Q     |
| 2       | Margit Nemesházi | 11,8 | Q     |
| 3       | Lidy Vonk        | 11,9 | Q     |
| 4       | Sylviane Telliez | 11,9 | Q     |
| 5       | Renāte Lāce      | 12,0 |       |
| 6       | Myzejen Duli     | 12,7 |       |

Bieg 4
| Miejsce | Zawodniczka       | Czas | Uwagi |
| ------- | ----------------- | ---- | ----- |
| 1       | Hannelore Trabert | 11,7 | Q     |
| 2       | Wira Popkowa      | 11,8 | Q     |
| 3       | Jill Hall         | 11,9 | Q     |
| 4       | Corrie Bakker     | 12,0 | Q     |
| 5       | Elżbieta Kolejwa  | 12,1 |       |

### Półfinały
Półfinał 1
| Miejsce | Zawodniczka        | Czas | Uwagi |
| ------- | ------------------ | ---- | ----- |
| 1       | Ewa Kłobukowska    | 11,4 | Q CR  |
| 2       | Karin Frisch       | 11,7 | Q     |
| 3       | Eva Lehocká        | 11,8 | Q     |
| 4       | Jutta Stöck        | 11,8 | Q     |
| 5       | Nicole Montandon   | 11,9 |       |
| 6       | Wilma van den Berg | 11,9 |       |
| 7       | Corrie Bakker      | 12,0 |       |
| 8       | Daphne Slater      | 12,0 |       |

Półfinał 2
| Miejsce | Zawodniczka        | Czas | Uwagi |
| ------- | ------------------ | ---- | ----- |
| 1       | Irena Kirszenstein | 11,5 | Q     |
| 2       | Margit Nemesházi   | 11,8 | Q     |
| 3       | Hannelore Trabert  | 11,8 | Q     |
| 4       | Wira Popkowa       | 11,8 | Q     |
| 5       | Jill Hall          | 11,9 |       |
| 6       | Sylviane Telliez   | 11,9 |       |
| 7       | Lidy Vonk          | 11,9 |       |
| 8       | Ingrid Tiedtke     | 11,9 |       |

### Finał
| Miejsce | Zawodniczka        | Czas |
| ------- | ------------------ | ---- |
| 1       | Ewa Kłobukowska    | 11,5 |
| 2       | Irena Kirszenstein | 11,5 |
| 3       | Karin Frisch       | 11,8 |
| 4       | Eva Lehocká        | 11,9 |
| 5       | Wira Popkowa       | 11,9 |
| 6       | Margit Nemesházi   | 11,9 |
| 7       | Jutta Stöck        | 11,9 |
| 8       | Hannelore Trabert  | 12,0 |